# Moldávia nos Jogos Paralímpicos de Verão de 2012
A Moldávia participou dos Jogos Paralímpicos de Verão de 2012, que aconteceram na cidade de Londres, no Reino Unido.

## Desempenho

### Levantamento de peso
Masculino
| Atletas      | Evento | Resultado | Posição |
| ------------ | ------ | --------- | ------- |
| Stefan Rosca | -75 kg | 167,0     | 9º      |

Feminino
| Atletas            | Evento   | Resultado | Posição |
| ------------------ | -------- | --------- | ------- |
| Larisa Marinenkova | -67.5 kg | NM        | NM      |